# Dominik Hollý
Dominik Hollý, né le 11 novembre 2003 à Bánovce nad Bebravou, est un footballeur international slovaque qui évolue au poste de milieu de terrain au FK Jablonec.

## Biographie

### Carrière en club
Né à Bánovce nad Bebravou en Slovaquie, Dominik Hollý est formé par l'AS Trenčín, où il commence sa carrière professionnelle en championnat de Slovaquie. Il joue son premier match avec l'équipe première du club le 11 septembre 2021.
En février 2024, il est transféré au FK Jablonec en championnat de Tchéquie,.

### Carrière en sélection
Hollý est international junior avec la Slovaquie, jusuq'à l'équipe de Slovaquie espoirs.
En novembre 2022, Hollý est convoqué pour la première fois avec l'équipe senior de Slovaquie. Il honore sa première sélection le 5 juin 2024,, alors qu'il est présélectionné pour l'Euro 2024.